# Głuszyńce
Głuszyńce, Głuszyce (biał. Глушынцы, Hłuszyncy; ros. Глушинцы, Głuszyncy) – wieś na Białorusi, w obwodzie mińskim, w rejonie dzierżyńskim, w sielsowiecie Putczyna.
Obok wsi znajduje się jednostka wojskowa dywizjonu rakietowej obrony powietrznej 15. brygady rakiet przeciwlotniczych Sił Zbrojnych Republiki Białorusi.

## Warunki naturalne
Przechodzi tu wododział - w pobliżu Głuszyńców swoje źródła mają Isłocz, należący do zlewiska Morza Bałtyckiego i Ptycz, należący do zlewiska Morza Czarnego. Ok. 1,5 km od wsi wznosi się Dzierżyńska Góra (Święta Góra) - najwyższy szczyt Białorusi.  

## Historia
W XIX i w początkach XX w. położone były w Rosji, w guberni mińskiej, w powiecie mińskim.
Po I wojnie światowej pod administracją polską, w Zarządzie Cywilnym Ziem Wschodnich, w okręgu mińskim, w powiecie mińskim.
W wyniku postanowień traktatu ryskiego znalazły się w granicach Związku Sowieckiego. W latach 1932–1937 w Polskim Rejonie Narodowym im. Feliksa Dzierżyńskiego. Od 1991 w niepodległej Białorusi.